# Juan Arroyo Caicedo
Juan Arroyo Caicedo (nacido el 23 de julio de 1989 en Ecuador) es un futbolista
ecuatoriano; su equipo actual es Ferroviarios de la Serie B ecuatoriana.
Su carrera futbolística empezó en el club ecuatoriano Club Sport Norteamérica

## Clubes
| Club                    | País    | Año       |
| ----------------------- | ------- | --------- |
| Club Sport Norteamérica | Ecuador | 2006      |
| LDU de Guayaquil        | Ecuador | 2007      |
| 9 de octubre            | Ecuador | 2008      |
| Grecia                  | Ecuador | 2009      |
| Paladín "S"             | Ecuador | 2009-2010 |
| Ferroviarios            | Ecuador | 2011-2013 |
| El Nacional             | Ecuador | 2013      |
| Deportivo Quevedo       | Ecuador | 2014-     |

## Palmarés

### Campeonatos nacionales
| Título            | Club         | País    | Año  |
| ----------------- | ------------ | ------- | ---- |
| Segunda Categoría | Ferroviarios | Ecuador | 2011 |

### Distinciones individuales
| Distinción                       | Año  |
| -------------------------------- | ---- |
| Goleador de la Segunda Categoría | 2011 |